# Wolfram Foelsche
Dr. Wolfram Foelsche ( 1933 – ) es un profesor, orquideólogo, y botánico austríaco. Desde 1956, con su esposa (1936-), y colega Gundel visitan regularmente Córcega, realizando exploraciones botánicas.
Después de estudiar música en la "Academia de Música y de Artes Escénicas" de Viena, donde conoció a su futura esposa, Gundel Jabornig, fue músico profesional en la Orquesta Filarmónica de Graz.
En 1988 le fue concedido por el Ejecutivo Federal, el título profesional de profesor. Desde 1987, es miembro del "Grupo de Trabajo de orquídeas indígenas", participando en el descubrimiento de Nigritella stiriaca en Europa, y sus híbridos.

## Algunas publicaciones
- w. Foelsche. 1990. Ein Vorkommen des Steirischen Kohlröschens, Nigritella stiriaca (K.Rech.) Teppner & Klein, im Grazer Bergland entdeckt. Not. Flora Steiermark 11: 7-21

- d. Ernet, w. Foelsche. 1991. Widders Kohlröschen, Nigritella widderi Teppner & Klein, auch im Grazer Bergland. Not. Flora Steiermark 12: 9-33

- w. Foelsche. 1992. ×Gymnigritella turnowskyi W.Foelsche, hybr. nat. nov. (Orchidaceae – Orchideae) = Gymnadenia conopsea (L.) R.Br. × Nigritella lithopolitanica Ravnik – ein neuer Gattungsbastard aus Kärnten. Carinthia II (Klagenfurt) 182/102: 187-193

- --------------. 1993. In: Jeanmonod, D. & H.M. Burdet (éds.), Notes et contributions à la flore de Corse, IX. Candollea 48: 534-537

- --------------. 1993. ×Gymnigritella turnowskyi W. Foelsche und der derzeitige Kenntnisstand in der Hybridgattung Gymnigritella Camus. Carinthia II (Klagenfurt) 183/103: 327-352

- --------------. 1994: In: Jeanmonod, D. & H.M. Burdet (éds.), Notes et contributions à la flore de Corse, X. Candollea 49: 578-580.

- --------------. 1995: In: Jeanmonod, D. & H.M. Burdet (éds.), Notes et contributions à la flore de Corse, XI. Candollea 50: 569-560

- g. Foelsche, w. Foelsche. 1997. Les Nigritelles des Pyrénées, de la Chaîne Cantabrique et du Massif Central (1re partie). L’Orchidophile 28 (n° 127): 111-116

- -----------------, ------------------. 1997. Les Nigritelles des Pyrénées, de la Chaîne cantabrique et du Massif central, 2e partie. L’Orchidophile 28 (n° 128): 152-157

- -----------------, ------------------. 1998. Ophrys marmorata, une nouvelle espèce de la flore corse. L’Orchidophile 29 (n° 133): 177-178

- -----------------, ------------------, m. Gerbaud, o. Gerbaud. 1998. Nigritella cenisia Foelsche & Gerbaud, species nova, Nouvelle espèce de France et d'Italie. L'Orchidophile 29 (n° 134): 248

- -----------------, ------------------, -----------------, ------------------. 1999. Nigritella cenisia Foelsche & Gerbaud. Jour Eur. Orch. Baden-Württ. 31 (2): 441-494

- -----------------, ------------------. 1999. "Une fleur pour la Chanousia" – Die intragenerischen Hybriden der Gattung Gymnadenia R.Br. Jour Eur. Orch. Baden-Württ. 31 (4): 795-836

- -----------------, ------------------, m. Gerbaud, o. Gerbaud. 1999. Gymnadenia cenisia (Foelsche & Gerbaud) Foelsche & Gerbaud: une Nigritelle de France et d'Italie. L'Orchidophile 30 (5): 235-240

- -----------------, ------------------, -----------------, ------------------. 2000. Ophrys peraiolae spec. nov. und die Taxa der Ophrys fusca-Gruppe in Korsika. Jour. Eur. Orch. 32(3/4): 403-455

- -----------------, ------------------. 2001. Ophrys africana spec. nov., ein früh blühendes Taxon der Ophrys fusca-Gruppe in Tunesien. Jour. Eur. Orch. 33(2): 637-672

- -----------------, ------------------. 2002. Ophrys corsica und Orchis corsica, zwei zu Unrecht vergessene Namen. Jour. Eur. Orch. 34(4): 823-885

- -----------------, ------------------. 2004. Anmerkungen und Berichtigungen zu Publikationen über Ophrys gazella, Ophrys africana, Ophrys corsica und Orchis corsica. Jour. Eur. Orch. 36(4): 1009-1023

- -----------------, ------------------. 2005. Orchis × palanchonii, l’hybride presque "impossible" entre Orchis olbiensis et Orchis pauciflora. L’Orchidophile no 164, 36(1): 15-24

- -----------------, ------------------. 2005. Ophrys × bergeri und Ophrys × pertaminae nothospecies novae und die Taxa des Ophrys tenthredinifera-Komplexes in Korsika und in Sardinien. Jour. Eur. Orch. 37(4)

- La abreviatura «Foelsche» se emplea para indicar a Wolfram Foelsche como autoridad en la descripción y clasificación científica de los vegetales.[1]